# Ex on the Beach Sverige
Ex on the Beach Sverige är en svensk TV-serie som hade premiär 6 april 2015 och sänds på Kanal 11/Dplay. Serien är baserad på den brittiska förlagan Ex on the Beach, och går ut på att åtta singlar åker till en paradisstrand för att flörta och söka romantiken. Twisten i serien är att deras ex närsomhelst kan dyka upp på stranden.
Serien nominerades till Kristallen 2017 och Kristallen 2020 i kategorin Årets Dokusåpa.